# Leucanopsis ahysa
Leucanopsis ahysa är en fjärilsart som beskrevs av William Schaus 1933. Leucanopsis ahysa ingår i släktet Leucanopsis och familjen björnspinnare. Inga underarter finns listade i Catalogue of Life.